# Thorvald Strömberg
Thorvald Lennart Strömberg (Kirkkonummi, 17 maart 1931 - Ekenäs, 9 december 2010) was een Fins kanovaarder. 
Strömberg werd als zeventienjarige door het Finse olympische comité te jong bevonden om naar de  1948 te worden uitgezonden. Tijdens de Olympische Zomerspelen 1952 in eigen land won hij de gouden medaille in de K1 10000 m waarbij hij de Zweed Gert Fredriksson versloeg. Dezelfde Fredriksson versloeg Strömberg op de K1 1000 m. Bij de spelen vier jaar later was Strömberg zijn beste prestatie de vierde plaats in de K1 10000 m. Strömberg veroverde in de K1 10000 m tweemaal de wereldtitel

## Resultaten
| Kampioenschap | WK1950 | 1952   | WK1954 | 1956      | WK1958 |
| ------------- | ------ | ------ | ------ | --------- | ------ |
| OS K1 1000 m  |        | Zilver |        | voorronde |        |
| WK K1 1000 m  | Zilver |        |        |           |        |
| OS K1 10000 m |        | Goud   |        | 4e        |        |
| WK K1 10000 m | Goud   |        |        |           | Goud   |